# Satans borg
Satans borg (engelska: The Keep) är en skräckfilm från 1983, regisserad av Michael Mann. Storyn är baserad på boken med samma titel av Paul Wilson.

## Rollista
- Scott Glenn - Glaeken Trismegestus
- Alberta Watson - Eva Cuza
- Jürgen Prochnow - Kapten Klaus Woermann
- Robert Prosky - Fader Fonescu
- Gabriel Byrne - Erich Kaempffer
- Ian McKellen - Dr. Theodore Cuza
- W. Morgan Shepard - Alexandru
- Royston Tickner - Tomescu
- Michael Carter - Radu Molasar
- Rosalie Crutchley - Josefa
- Wolf Kahler - SS-adjutant
- Bruce Payne - Gränsvakt